# Canyon Blaster (Adventuredome)
Pour les articles homonymes, voir Canyon Blaster.
Canyon Blaster sont des montagnes russes en intérieur du parc Adventuredome, dans l'hôtel-casino Circus Circus Las Vegas, situé à Las Vegas, dans le Nevada, aux États-Unis.

## Parcours
Le parcours de l'attraction fait quatre inversions : deux loopings verticaux et un double tire-bouchon, puis finit avec une descente en hélice dans la montagne qui occupe une grande surface du parc. D'après le site du parc, ce sont les seules montagnes russes en intérieur au monde à posséder deux loopings et un double tire-bouchon.

## Trains
L'attraction a deux trains de six wagons. Les passagers sont placés à deux sur deux rangs pour un total de 24 passagers par train. À l'ouverture de l'attraction, chaque train avait sept wagons.